# 堀內賢雄
堀內賢雄（日语：／ Horiuchi Ken'yū，1957年7月30日—），日本男性配音員。隸屬於自己設立的Kenyu Office。出身於靜岡縣御殿場市。血型B型。堀內賢雄最出名的是为畢·彼特、周星馳、查理·辛在他们各自电影的日文版中配音。

## 人物

### 經歷
畢業於御殿場市立御殿場中學校、逗子開成高等學校。高中時代參加棒球社、在長大後是巨人隊的球迷。
富山敬、宮村義人、鈴置洋孝、曾我部和恭、渡部猛、小林修、青野武、檀臣幸、石塚運昇、坂口芳贞、藤原启治逝世之後、由堀內接任其飾演的角色。
2012年，榮獲第6回聲優Awards「富山敬賞」。
2020年11月10日透過事務所表示確診新型冠狀病毒，經治療後已於11月16日康復並離開治療所。

## 作品

### 電視動畫

#### 2000年代前
1983年
- 太空戰神（ミエンヌ大佐、他）
- 足球小將 （瀧一：中學篇、反町一樹）
- 銀河漂流（レアラ・ジェダ）
- 海王星戰士（ハンス・シュルツ）
- 心跳今夜（ツッパリA）

1984年
- 無敵王（ゾルバ）
- （東條誠、桐島桐人）
- 魯邦三世 PartIII（リー伍長の部下、他）

1985年
- 宇宙奇兵（ガデル）
- 忍者戰士飛影（イルボラ・サロ）
- （雲童塊）
- 火焰的阿爾卑斯玫瑰 茱蒂&藍迪（旁白）
- 六三四之劍（乾俊一）

1986年
- 機動戰士GUNDAM ZZ（マシュマー・セロ）
- 機器勇士（バニシング・ハリー、他）

1987年
- 超能力魔美（陰木隆明）
- 機甲戰記威龍（萊特・紐曼）
- 城市獵人（加納）
- 天威勇士（路高、阿地、他）
- 漫畫日本經濟入門（結城）
- 妙手小廚師（下仲基之）

1988年
- 麵包超人（たぬきおに）
- 城市獵人2（輸之吉）
- 哆啦A夢(大山羨代版)（宮本武藏）
- 森林好小子（飯良井太郎）

1989年
- 偶像傳說英里子（ロックマン上条）
- 機動警察（小栗）
- 小獅王第3作（獅子）
- 獸神萊卡（神崎真吾）
- 天空戰記（天王日向）
- 再見、自由、危機一發！（電腦）
- （舞戶千代郎）

1990年
- 小俏妞（德大寺松雄、上條）
- 功夫貓黨（ナレーター）
- 冒險少女娜汀亞（山森）
- 羅賓漢大冒險（席爾夫）

1991年
- 伙頭仔昆布（秋元おすし）
- 城市獵人'91（メラルド）
- 21衛門（グーパー）
- 黑色推銷員（舞藤千代郎、肯特·平克頓）

1992年
- 宇宙騎士BLADE（巴爾扎克・阿西莫夫）
- 蠟筆小新（ジョルジュ斉藤、室戶、通行人、美容師、他）
- 幽遊白書（北神）

1993年
- 機動戰士V GUNDAM（ハンゲルグ・エヴィン）
- 家有賤狗（旁白、達也的哥哥）
- 為食龍少爺（ロックン）

1994年
- 行運超人（かわいいコックさんマン）
- 魔天戰神（月夜見）

1995年
- 愛天使傳說（柏杜拉）

1996年
- 蒙面俠蘇洛傳（加布里耶爾少尉）
- 怪盜St. Tail（浦野）
- 鬼神童子ZENKI（日向）
- 機動新世紀GUNDAM X（賈米爾·尼特）
- 超者萊丁（ワーウルフ）
- 忍者亂太郎（干菓子山粥井）
- 鋼鐵神兵（鐵假面）

1997年
- 金田一少年之事件簿（長島滋）
- 學級王（渡邊）

1998年
- 星際牛仔（葛倫）
- 金田一少年之事件簿（川崎洋三）
- 鋼鐵新世紀（リーブス）
- 小豬萬萬歲（鯉のぼり）
- 萬能文化貓娘（大泉八雲、大泉鏡花）

1999年
- 機獸新世紀（マクマーン）
- 無限的未知（巴特·凱貝爾）
- 怪獸農場（デュラハン）
- 爆球連發!! 超級彈珠人（彈野博士）
- 男女蹺蹺板（會員）

#### 2000年代
2000年
- 外星人田中太郎（壞壞星人）
- 銀裝騎攻（真田秀明）
- 金田一少年之事件簿（乾英基）
- 名偵探柯南（大場悟）

2001年
- 通靈王（麻倉幹久）
- 超能奇兵（雲慶）
- 數碼寶貝馴獸師（インダラモン）
- 巴比爾二世（ロデム）
- 名偵探柯南（茂木遥史）

2002年
- 青出於藍（西園寺瑠伽）
- G-on少女騎士團（鯨井仙三郎）
- 東京地底奇兵（煙）
- 小公主優希（甘柏圖）
- 炎之蜃氣樓（高坂彈正）

2003年
- 青出於藍～緣～（西園寺瑠伽）
- 自動機器人‧原子小金剛（{戴蒙隊長）
- Air Master（坂本茱麗葉）
- 神槍少女（拉帕羅）
- 銀河鐵道物語（{弗雷德里克・約翰森）
- 貯金大冒險（芝士火鍋）
- 週刊神奇寶貝放送局（旁白）
- 我要上太空（鴨川友朗）
- 坦克王（チャペック）
- 鐵臂阿童木第3期（達蒙船長）

2004年
- 今日大魔王! 第1季（登希里·偉拉）
- 御行者（ランディ・シムカ）
- Keroro軍曹（ハズーレ星人）
- 最遊記RELOAD GUNLOCK（雀呂）
- 超重神GRAVION Zwei（修奇‧傑拉拜亞）
- 火影忍者（二代目火影・千手扉間）
- 遙遠時空～八葉抄～（頼久の兄）
- 冒險王比特（魔人博士ノア）
- 勇午
- 魔法咪路咪路 Wonderful（パパン）

2005年
- 光速蒙面俠21（李奧納多・阿波羅）
- 動物小町（山脈先生）
- 我愛美樂蒂（柳谷シゲキ）
- 槍與劍（勾爪男）
- 王牌鑑定人（ラモス）
- 魔法少年賈修（基斯）
- 次元艦隊（克里斯・艾凡斯）
- 蜂蜜幸運草（原田）
- 我們的仙境 Heartful Days（流星喬尼／灰原由起夫）
- 烘焙王（布萊德・基德）
- 雪之女王（ラスムスの父）

2006年
- 死亡代理人（ウィル・ビー・グッド）
- 戀愛天使安琪莉可～心覺醒之時～（炎の守護聖オスカー）
- 超級機器人大戰OG -Divine Wars-（伊倫加特·風原）
- （原田）
- 落語天女（三遊亭圓朝）

2007年
- 怪物王女（積畢利）
- 戀愛天使安琪莉可～光輝的明天～（炎の守護聖オスカー）
- 風之聖痕（伯恩哈特·羅迪斯）
- 偶像宣言（ハテナQ三郎）
- 古代王者 恐龍王（贊德）
- 工作狂人（成田公男）
- 藍龍
- 棒球大聯盟 3rd season（山田一郎）

2008年
- 紫光任務 CODE044（賈西亞）
- 狼與辛香料（馬汀·里貝特）
- 假面女僕衛士（小富士原侘び介）
- 銀魂（金太郎）
- GUNSLINGER GIRL -IL TEATRINO-（ラバロ）
- 骷髏13（ランス）
- 屍姬 赫（紫央權大僧正）
- 楚楚可憐超能少女組（克萊德）
- 泰坦尼亞（李長遷（李博士））
- 超能少女（磯崎論平）
- 火影忍者疾風傳（培因、千手扉間）
- BLEACH（天貝繍助）
- BLUE DRAGON 天界的七龍（レゴラス）
- PERSONA -trinity soul-（柊祐一朗）
- 魔人偵探腦嚙涅羅（池谷通）
- 棒球大聯盟 4th season（山田一郎）
- 十字架與吸血鬼 CAPU2（土佐的天狗）

2009年
- 豹頭王傳說（GUIN）
- 源氏物語千年紀 Genji（桐壺帝）
- 屍姬 玄（紫央時花）
- 香格里拉（武彥）
- 第一神拳 New Challenger（鷹村卓）
- 發現、體驗、最喜歡！巧虎（ぶるぶるマン）
- 棒球大聯盟 5th season（山田一郎）

#### 2010年代
2010年
- 哆啦A夢(水田山葵版)（製作人）
- 只想告訴你（老爹）
- 交響情人夢 最終篇（千秋雅之）
- 爆漫王（佐佐木尚）
- 元氣媽媽（爺爺）

2011年
- Suite 光之美少女♪（梅菲斯特）
- 世界一初戀（橫澤隆史）
- 世界一初戀2（橫澤隆史）
- 爆漫王。2（佐佐木尚）

2012年
- 坂道上的阿波羅（神父）
- 麵包超人（ときのろうじん）
- 數碼獸合體戰爭（メタリフェクワガーモン）
- 美食獵人TORIKO（一龍）
- HUNTER×HUNTER（第2作）（梧桐、伊加路哥、無尾熊型嵌合蟻）
- 神奇寶貝超級願望（紅豆杉博士爸爸）
- 軍火女王（醫師長里皮埃爾）
- 軍火女王Perfect Order（醫師長里皮埃爾）
- 爆漫王。3（佐佐木尚）

2013年
- 王者天下2（王翦）
- 銀之匙 Silver Spoon（八軒的父親）
- KILL la KILL（滿艦飾薔薇藏）
- 海賊王－龐克哈薩德篇（錦衛門）
- 飆速宅男（皮耶魯先生）

2014年
- Baby Steps ~網球優等生~（麥克）
- 牙狼〈GARO〉-炎之刻印-（阿爾曼·路易斯）

2015年
- Baby Steps ~網球優等生~2（麥克）
- 阿松（大總統）
- 牙狼〈GARO〉-紅蓮之月-（藤原道長）

2016年
- 魔法護士小麥R（游泳P）
- 鬼牌遊戲（結城中佐、有崎晃〈青年時代〉）
- Re:從零開始的異世界生活（威爾海姆·范·阿斯特雷亞）
- 魔奇少年 辛巴達的冒險（達利奧斯）
- 熱情傳奇 The X（阿爾特利烏斯·科爾布蘭德）
- 少女編號（難波社長）

2017年
- 幼女戰記（安森）
- 鬼平（長谷川平藏／鬼平[2]）
- 青春歌舞伎（蛯原父）
- 戀愛暴君（斯托剌）
- 最遊記RELOAD BLAST（雀呂）
- 咕嚕咕嚕魔法陣（汪琴）
- 奇諾之旅 -the Beautiful World- the Animated Series（老人）
- 哆啦A夢(水田山葵版)（飼養員）
- 鬼燈的冷徹 第貳期（貓好好）
- 血界戰線 & BEYOND（弗朗茲·亞克曼）

2018年
- 鬼燈的冷徹 第貳期 其之貳（貓好好）
- 鬼太郎第6期（刑部狸）
- DARLING in the FRANXX（FRANXX博士）
- 天狼 Sirius the Jaeger（維拉德）[3]
- 天空與海洋之間（狸穴浩二郎）
- 只要別西卜大小姐喜歡就好（卡米歐）
- 精靈寶可夢 太陽&月亮（成也·大木[4]〈第二代〉）

2019年
- 雷頓的神秘偵探社～卡翠的解謎事件簿～（華·生）
- 三次元女友 REAL GIRL 第2期（筒井充）
- Endro～！（國王）
- 卡羅爾與星期二（戴莉婭）
- KING OF PRISM -Shiny Seven Stars-（十王院百次郎）
- BEM（布萊森）
- 機獸戰記 狂野爆發 ZERO（史加爾准將）
- 巴比倫（守永泰孝）
- BEASTARS（奧古瑪）
- 非槍人生NO GUNS LIFE（Mega-Armed齋時定）
- PSYCHO-PASS心靈判官 3（梓澤廣一）
- 寶可夢 旅途（大木博士、旁白）

#### 2020年代
2020年
- 織田肉桂信長（織田肉桂信長）- 「堀內犬友」名義
- 異獸魔都（煙）
- 異世界四重奏2（威爾海姆）
- 更多!怪俠佐羅利（MCQ）
- 噴嚏大魔王2020（社長）
- 高校之神（羅峰針）
- Re:從零開始的異世界生活 2nd season（威爾海姆·范·阿斯特雷亞）
- 非槍人生NO GUNS LIFE 第2期（Mega-Armed齋時定）
- 體操武士（天草紀之）
- 憂國的莫里亞蒂（理察）

2021年
- 王者天下3（王翦）
- BACK ARROW（絕岱端）
- BEASTARS 第2期（奧古瑪）
- 回復術士的重啟人生（塔列特亞）
- 通靈王（第2作）（麻倉幹久）
- 戰鬥員派遣中！（將軍）
- 陰晴不定的體操哥哥（出木田適人）
- D CIDE TRAUMEREI THE ANIMATION（愛莉的父親）
- 緋紅結繫（結人·皇〈50年後〉）
- 燒窯的話也要馬克杯 二番窯（荒井啟太郎）

2022年
- 相愛相殺（歐里庇德斯·利茲蘭）
- 失格紋的最強賢者（國王）
- 最游记RELOAD -ZEROIN-（雀吕）
- 數碼寶貝幽靈遊戲（鐵鉤船長獸）
- 王者天下4（王翦）
- 小書痴的下剋上：為了成為圖書管理員不擇手段！ 第3期（格拉罕子爵）
- 寶可夢 旅途（大木校長、DJ旁白、旁白前輩、小智的鰓魚龍）
- 這個僧侶有夠煩（多爾曼）
- RWBY 冰雪帝國（太陽·小龍[5]）
- 天籟人偶（遠間博士）
- 黃金神威 第4期（菊田特務曹長[6]）
- 忍之一時（風魔小太郎、二之曲忌助）
- 名偵探柯南 犯人·犯澤先生（茂木遙史）
- POP TEAM EPIC 第2期（POP子〈第8話B段〉）

2023年
- 飆速宅男 LIMIT BREAK（旁白）
- 為了養老，我要在異世界存8萬枚金幣（招財貓樣子的「那個」[7]）
- 寶可夢 旅途 目標是寶可夢大師（大木博士、旁白）
- 大雪海的凱納（哈雷索拉[8]）
- 英雄傳說 閃之軌跡 北方戰役（兀拉德·溫斯雷德）
- 吸血鬼馬上死2（諾斯汀[9]）
- 逃走中 THE GREAT MISSION（凱文·加德納、賈斯汀·羅甘）
- Fate/strange Fake -Whisper of Dawn-（Berserker[10]）
- 我的幸福婚約（辰石實）
- 甜點轉生（卡德雷切克公爵）
- Lv1魔王與獨居廢勇者（格雷姆斯）
- 狩龍人拉格納（波魯奇伍斯[11]）
- SPY×FAMILY間諜家家酒 第2期（市政府部長／馬修·麥克馬洪）

2024年
- 蜻蛉高球（屋圓的父親）
- 王牌酒保 神之杯（加瀨五朗）
- 轉生貴族憑鑑定技能扭轉人生～繼承弱小領土後，招募優秀人才打造最強領土～（巴沙馬克·薩雷馬基亞）
- 狼與辛香料 MERCHANT MEETS THE WISE WOLF（馬丁·里貝魯特）
- 死神少爺與黑女僕 第3期（老尼克）
- 鬼滅之刃 柱訓練篇（鎹鴉）
- 為何我的世界被遺忘了？（老人、希德）
- 四處貼上吧！小狗
- Re:從零開始的異世界生活 3rd season（威爾海姆·范·阿斯特雷亞[12]）

2025年
- 一桿青空（田邊長介〈阿長〉[13]）
- LUPIN THE IIIRD 錢形與兩個魯邦（偽魯邦[14]）
- 王者天下6（王翦[15]）
- Fate/strange Fake（Berserker[16]）

### OVA
- 安琪莉可系列（炎之守護聖奧斯卡）
- 奇兵大冒險 風之塔（エスプリ）
- 機動戰士鋼彈第08MS小隊（ボーン・アブスト）
- 機動戰士鋼彈 MS IGLOO -默示錄0079-（威路拿·荷爾拜因）
- 銀河英雄傳說（安頓·菲爾納）
- GREED（リッド・カイル）
- 超級瑪俐歐兄弟（ルイージ）
- School Days - Valentine Days（ナレーション）
- 聖傳（毗沙門天）
- 聖鬥士星矢
  - 聖鬥士星矢 冥王黑帝斯十二宮篇（天秤座の童虎）
  - 聖鬥士星矢 冥王黑帝斯冥界篇（天秤座の童虎）
  - 聖鬥士星矢 THE LOST CANVAS 冥王神話（祭壇座のハクレイ）
- （時人）
- 沉默的艦隊（約翰・亞歷山大・貝茲）
- （旋轉木馬）
- BADBOYS（川中陽二）
- 怪醫黑傑克（計程車司機）※第10話
- METAL GEAR SOLID 2 BANDE DESSINEE（雷電）
- 妖魔（緋影）
- 學園流星機（羽柴当吉）
- （岩崎圭介）
- 神奇寶貝動畫版
  - 皮卡丘的夏日祭典（2004年）
  - 皮卡丘的鬼怪狂歡節（2005年）
  - 皮卡丘的頑皮島（2006年）
  - 皮卡丘探險俱樂部（2007年）
  - （2008年）
  - （2009年）

2015年
- 鬼燈的冷徹（貓好好）※第19卷附贈原創動畫DVD限定版

2017年
- 鬼平～那個男人，長谷川平藏～（長谷川平藏）[17]

### 劇場版動畫
- 名偵探柯南 绀碧之棺（岩永城兒）
- 世界一初戀劇場版~橫澤隆史的場合（橫澤隆史）

2023年
- 劇場版城市獵人 天使之淚（海原神[18]）
- 歡迎來到駒田蒸餾所（駒田滉[19]）

2025年
- 劇場版物怪 第二章 火鼠（老中大友[20]）
- 機動戰士GUNDAM 鐵血孤兒 獵殺兀爾德 -小小挑戰者的軌跡-（小蒂姆那·北古[21]）

### 網路動畫
2017年
- 寶可夢世代（帥哥〈第17話〉）
- 梦王国与沉睡的100王子 短篇动画（旁白）
- 孤獨的美食家（井之頭五郎）
- 聖鬥士星矢：黄金魂（天秤座童虎）

2023年
- PLUTO ～冥王～（亞歷山大總統[22]）

2025年
- 迪士尼 扭曲仙境 動畫版（闇之鏡[23]）

### 遊戲
- 銀之冠 碧之淚（谷村慎一郎）
- 潛龍諜影系列（雷電）
- 刺客教條III（海爾森·肯威）
- 神佑擂台（街机版）（克劳德·史特莱夫）
- 三國志13及13PK（諸葛亮）
- 仁王（大谷吉繼）
- 最終幻想 紛爭（皇帝）
- 最終幻想 紛爭012（皇帝）
- 最終幻想 紛爭 街机版/NT版（皇帝）
- 英雄聯盟（逆命）[24]
- 人中之龍5（青山稔）
- 人中之龍 維新（勝麟太郎）
- 人中之龍online（荒川真澄）
- 幻塔（帕爾）
- 東京放課後召喚師（オセ）
- LIVE A HERO（ヴィスカナム）
- 樂園的異鄉人 最終幻想起源（皇帝）

2023年
- Fate/Grand Order（托勒密[註 2]）

2024年
- 寶可夢大師（青木）

### 吹替
電視/電影
| 年份 | 作品                                  | 角色                        | 演員            | 媒介備註                        |
| ---- | ------------------------------------- | --------------------------- | --------------- | ------------------------------- |
| 1994 | 吸血迷情                              | 路易                        | 畢·彼特         | 東京電視台版                    |
| 1995 | 七宗罪                                | 大衛·密爾斯                 | 畢·彼特         | 東京電視台版                    |
| 1995 | 十二猴子                              | Jeffrey Goines              | 畢·彼特         | 富士電視台版                    |
| 1996 | 豪情四兄弟                            | 拉丝蒂·莱恩                 | 畢·彼特         | 富士電視台版                    |
| 1997 | 西藏七年                              | 海因里希·哈勒               | 畢·彼特         | 富士電視台版                    |
| 1999 | 搏擊會                                | 泰勒·德頓                   | 畢·彼特         | 富士電視台版                    |
| 2001 | 盜海豪情11                            | 拉丝蒂·莱恩                 | 畢·彼特         | 富士電視台版                    |
| 2001 | 諜戰                                  | 汤姆·毕晓普                 | 畢·彼特         | 富士電視台版                    |
| 2002 | 正面全祼                              | 本人                        | 畢·彼特         | 影碟版本                        |
| 2004 | 盜海豪情12                            | 拉丝蒂·莱恩                 | 畢·彼特         | 日本電視台版                    |
| 2005 | 史密夫決戰史密妻                      | 約翰·史密斯                 | 畢·彼特         | 日本電視台版                    |
| 2007 | 盜海豪情13                            | 拉丝蒂·莱恩                 | 畢·彼特         | 富士電視台版                    |
| 2011 | 生命樹                                | 歐布萊恩先生                | 畢·彼特         | 影碟版本                        |
| 2013 | 地球末日戰                            | 傑瑞·藍恩                   | 畢·彼特         | 公映/影碟版本                   |
| 2014 | 戰逆豪情                              | Don「Wardaddy」Collier      | 畢·彼特         | 影碟版本                        |
| 2015 | 沽注一擲                              | 班·里克特                   | 畢·彼特         | 影碟版本                        |
| 2016 | 伴諜同盟                              | 麥斯·瓦唐                   | 畢·彼特         | 影碟版本                        |
| 2017 | 戰爭機器                              | 葛倫·麥馬洪                 | 畢·彼特         | Netflix頻道                     |
| 1990 | 四個畢業生                            | 麥克·格烈茲                 | 賓·史迪拿       | 影碟版本                        |
| 1995 | 魔鬼特訓營                            | Tony Perkis/Tony Perkis Sr. | 賓·史迪拿       | 影碟版本                        |
| 1999 | 神奇七壯士                            | Mr. Furious                 | 賓·史迪拿       | 影碟版本                        |
| 2001 | 非常索凸務                            | Derek Zoolander             | 賓·史迪拿       | 影碟版本                        |
| 2001 | 癲才家族                              | Chas Tenenbaum              | 賓·史迪拿       | 影碟版本                        |
| 2003 | 複式2人世界                           | 亞歷克斯·羅斯               | 賓·史迪拿       | 影碟版本                        |
| 2004 | 警界雙雄                              | 大衛·史塔斯基               | 賓·史迪拿       | 影碟版本                        |
| 2008 | 雷霆喪星                              | Tugg Speedman               | 賓·史迪拿       | 影碟版本                        |
| 2012 | 巡邏驚很大                            | Evan                        | 賓·史迪拿       | 影碟版本                        |
| 2014 | 翻生侏羅館3：古墓的秘密               | 羅倫斯·「賴瑞」·戴利        | 賓·史迪拿       | 公映/影碟版本                   |
| 2014 | 青春倒退嚕                            | Josh                        | 賓·史迪拿       | 影碟版本                        |
| 2016 | 非常索凸務2                           | Derek Zoolander             | 賓·史迪拿       | 影碟版本                        |
| 1991 | 何日君再來                            | 梁森                        | 梁家輝          | DVD版本                         |
| 1991 | 火燒島                                | 黃偉                        | 梁家輝          | DVD版本                         |
| 2003 | 周漁的火車                            | 陳清                        | 梁家輝          | DVD版本                         |
| 2005 | 神話                                  | William                     | 梁家輝          | DVD版本                         |
| 2005 | 黑社會                                | 大D                         | 梁家輝          | DVD版本                         |
| 2012 | 寒戰                                  | 李文彬                      | 梁家輝          | 影碟版本                        |
| 2012 | 太極1從零開始                         | 陳長興                      | 梁家輝          | 影碟版本                        |
| 2012 | 太极2英雄崛起                         | 陳長興                      | 梁家輝          | 影碟版本                        |
| 2014 | 智取威虎山                            | 座山雕/崔三爷               | 梁家輝          | 影碟版本                        |
| 1989 | 流氓差婆                              | 賢仔                        | 周星馳          | DVD版本                         |
| 1990 | 一本漫畫闖天涯                        | 阿星                        | 周星馳          | DVD版本                         |
| 1991 | 賭俠2之上海灘賭聖                     | 周星祖                      | 周星馳          | DVD版本                         |
| 1991 | 新精武門1991                          | 劉晶 賭聖                   | 周星馳          | 錄像帶/DVD版本                  |
| 1996 | 食神                                  | 史提芬周                    | 周星馳          | 錄像帶/DVD版本                  |
| 1997 | 算死草                                | 陳夢吉                      | 周星馳          | 錄像帶/DVD版本                  |
| 1998 | 行運一條龍                            | 何金水                      | 周星馳          | DVD版本                         |
| 2000 | 千王之王2000                          | 黃師虎                      | 周星馳          | DVD版本                         |
| 1988 | 旺角卡門                              | 烏蠅                        | 張學友          | 錄像帶/DVD版本                  |
| 1989 | 八星報喜                              | 方劍笙                      | 張學友          | 錄像帶/DVD版本                  |
| 1990 | 千年女妖                              | 孟波                        | 張學友          | 錄像帶版本                      |
| 1990 | 倩女幽魂II：人間道                    | 知秋一葉                    | 張學友          | DVD版本                         |
| 1991 | 倩女幽魂III：道道道                   | 燕赤霞                      | 張學友          | DVD版本                         |
| 1992 | 龍騰四海                              | 小林                        | 黎明            | 錄像帶/DVD版本                  |
| 1996 | 甜蜜蜜                                | 黎小軍                      | 黎明            | DVD版本                         |
| 2003 | 無間道III：終極無間                   | 楊錦榮                      | 黎明            | BS Japan頻道                    |
| 1986 | 英雄本色                              | 譚成                        | 李子雄          | 派拉蒙2013年重新配音BD版        |
| 2012 | 四大名捕                              | 王爺                        | 李子雄          | 影碟版本                        |
| 2013 | 四大名捕II                            | 王爺                        | 李子雄          | 影碟版本                        |
| 2014 | 四大名捕III                           | 王爺                        | 李子雄          | 影碟版本                        |
| 2010 | 皇上無話兒                            | 喬治六世                    | 哥連·費夫       | 影碟版本                        |
| 2014 | 別相信任何人                          | 班恩·盧卡斯                 | 哥連·費夫       | 影碟版本                        |
| 2014 | 萬惡城市2：紅顏奪命                   | 杜威·麥卡錫                 | 佐斯·布連       | 影碟版本                        |
| 2015 | 珠峰浩劫                              | 貝克·威瑟斯                 | 佐斯·布連       | 公映/影碟版本                   |
| 1990 | 人鬼情未了                            | 韋森                        | 柏德烈·史域斯   | 朝日電視台版                    |
| 1994 | 三國演義                              | 諸葛均                      | 石霓            | NHK-BS2/完整版DVD-BOX版本       |
| 2010 | 三國                                  | 諸葛亮                      | 陸毅            | 富士/銀河頻道/衛星劇場/影碟版本 |
| 2010 | 通天奇兵                              | 坦普萊頓·「霹靂仔」·派克    | 畢列·谷巴       | 影碟版本                        |
| 2014 | 那夜凌晨，我坐上了旺角開往大埔的紅VAN | 發叔                        | 任達華          | 影碟版本                        |
| 2015 | 曹操                                  | 曹操                        | 赵立新          | 銀河頻道/影碟版本               |
| 2015 | 移動迷宮：焦土試煉                    | 豪爾赫                      | 吉安卡洛·伊坡托 | 影碟版本                        |
| 2015 | 大時代                                | 羅納德·「朗尼」·柯雷        | 湯·赫迪         | 影碟版本                        |
| 2016 | Criminal Minds:跨越國界               | 積·加勒特                   | 加利·仙尼斯     | WOWOW頻道                       |

### 特攝片
- 紅矮星號(Dave Lister)

### CD、DVD
- 小書痴的下剋上：為了成為圖書管理員不擇手段！ 廣播劇CD8（戈雷札姆[25]）

### 其他
- Kenyu Office

## 出處
1. ↑  . 聲優Awards.   [2015-10-16]. （原始内容存档于2012-05-04） （日语）.
2. ↑  . 鬼平.   [2016-10-22]. （原始内容存档于2020-11-13）.
3. ↑  . 電視動畫「天狼 Sirius the Jaeger」官網.   [2018-03-22]. （原始内容存档于2018-05-25）.
4. ↑  . ORICON NEWS.   [2018-09-03]. （原始内容存档于2020-08-21） （日语）.
5. ↑  . Comic Natalie. 2022-05-27  [2022-05-27]. （原始内容存档于2022-05-27） （日语）.
6. ↑  . Comic Natalie. 2022-08-05  [2022-08-05]. （原始内容存档于2022-08-17） （日语）.
7. ↑  . Comic Natalie. 2022-12-16  [2022-12-16]. （原始内容存档于2022-12-23） （日语）.
8. ↑  . Comic Natalie. 2022-07-20  [2022-07-20]. （原始内容存档于2022-07-25） （日语）.
9. ↑  . TVアニメ「吸血鬼すぐ死ぬ2」公式サイト.   [2023-04-01]. （原始内容存档于2024-03-02）.
10. ↑  . Comic Natalie. 2022-12-31  [2022-12-31]. （原始内容存档于2023-01-02） （日语）.
11. ↑  . Comic Natalie. 2023-09-04  [2023-09-04]. （原始内容存档于2023-09-06） （日语）.
12. ↑  . Comic Natalie. 2024-03-24  [2024-03-24]. （原始内容存档于2024-04-04） （日语）.
13. ↑  . Comic Natalie. 2024-05-28  [2024-05-28]. （原始内容存档于2024-05-28） （日语）.
14. ↑  . Comic Natalie. 2025-06-05  [2025-06-05] （日语）.
15. ↑  . Comic Natalie. 2025-04-17  [2025-04-17] （日语）.
16. ↑  . Comic Natalie. 2024-12-31  [2024-12-31]. （原始内容存档于2025-01-02） （日语）.
17. ↑  . アキバ総研. 2016年12月20日  [2018年4月10日]. （原始内容存档于2020年8月21日） （日语）.
18. ↑  . Comic Natalie. 2023-06-13  [2023-06-13]. （原始内容存档于2023-06-13） （日语）.
19. ↑  . Anime! Anime!. 2023-09-26  [2023-09-26]. （原始内容存档于2023-09-26） （日语）.
20. ↑  . Comic Natalie. 2024-12-04  [2024-12-04]. （原始内容存档于2024-12-17） （日语）.
21. ↑  . Comic Natalie. 2025-07-25  [2025-07-25] （日语）.
22. ↑  . Comic Natalie. 2023-09-06  [2023-09-06]. （原始内容存档于2023-09-06） （日语）.
23. ↑  . Comic Natalie. 2025-07-24  [2025-07-24] （日语）.
24. ↑  .   [2019-10-18]. （原始内容存档于2019-10-18）.
25. ↑  . TOブックス.   [2022-08-10]. （原始内容存档于2022-06-07） （日语）.

## 外部連結
- Kenyu Office官方網站（日語）
- 事務所公開簡歷（日語）